# ديفانتي باركر
ديفانتي باركر (بالألمانية: Devante Parker)‏ (16 مارس 1996 بفيسبادن في ألمانيا - ) هو لاعب كرة قدم ألماني في مركز الوسط. شارك مع منتخب ألمانيا الوطني لكرة القدم تحت 15 سنة ‏ ومنتخب ألمانيا تحت 16 سنة لكرة القدم ومنتخب ألمانيا تحت 17 سنة لكرة القدم ومنتخب ألمانيا تحت 19 سنة لكرة القدم. أما مع النوادي، فقد لعب مع ماينتس 05 و1. FSV Mainz 05 II ‏.

## وصلات خارجية
- ديفانتي باركر على موقع الاتحاد الأوربي (الإنجليزية)
- ديفانتي باركر على موقع قاعدة بيانات كرة القدم.إي يو (الإنجليزية)
- ديفانتي باركر على موقع بيانات كرة القدم. دي إي (الألمانية)
- ديفانتي باركر على موقع Soccerway.com (الإنجليزية)
- ديفانتي باركر على موقع عالم كرة القدم.نت (الإنجليزية)
- ديفانتي باركر على موقع AS.com (الإسبانية)